# Koziowa (hromada)
Koziowa – hromada wiejska w rejonie stryjskim obwodu lwowskiego Ukrainy. Siedzibą hromady jest Koziowa.
Hromadę utworzono w ramach reformy decentralizacji  w 2020 roku.

## Miejscowości hromady
W skład hromady wchodzą 24 wsi.

- Koziowa – siedziba hromady
- Dołyniwka
- Dołżki
- Klimiec
- Krasne
- Krywe
- Matków
- Mochnate
- Myta
- Nahirne
- Orawa
- Orawczyk
- Pławie
- Pohar
- Rosochacz
- Ryków
- Smorze
- Suchy Potok
- Tucholka
- Tysowiec
- Werchniaczka
- Zadzielsko
- Zawadka
- Żupanie